# حي علم الدين
حي علم الدين (بالقيرغيزية: Аламүдүн району)‏ هو حي (ريون) في منطقة تشوي في شمال قرغيزستان. مساحته 1,503 كيلومتر مربع (580 ميل2)، قدر عدد سكانه بحوالي (148.032) نسمة عام 2009. عاصمته ليبيدينوفكا. يحيط الحي بمدينة بشكيك، لكنه لا يشملها، لأن المدينة تشكل وحدة على مستوى المنطقة خاصة بها.

## المجتمعات الريفية والقرى
إجمالا، يشمل حي علم الدين 50 مستوطنة في 17 مجتمع ريفي aiyl okmotus. يمكن أن يتكون كل مجتمع ريفي من قرية واحدة أو عدة قرى. والمجتمعات الريفية والمستوطنات في حي علم الدين هي:
- أك - ديبن أييل أوكموتو (2: مركز - قرية كايما; وأيضا قرية مولدوفانوفكا)
- آلا-ى رشا أييل اكموتو((2: مركز - قرية مرامورنوي؛ وأيضا قرية راسفيت)
- ألمودان أييل أوكموتو (2: مركز - قرية ألمودان ؛ وكذلك قرية سادوفوي)
- أراشان آيل أوكموتو (2: مركز - قرية أراشان؛ وكذلك قرية تاتير)
- فاسيليفكا أييل أوكموتو (4: مركز - قرية فينوغرادنوي؛ وكذلك قرى فاسيل يفكا وبولفوي وبريفولنوي)
- غروزد أيل أوكموتو (5: مركز - قرية غروزد؛ وكذلك قرى أت باشي، بيرديك، فتورايا بياتيلتكا وليسنوي)
- كارا-جيغاتش أيل أوكموتو (1: مركز - قرية كارا-جيجاش)
- كوك-جار أييل أوكموتو (1: مركز - قرية كوك-جار)
- ليبيدينوفكا آيل أوكموتو (3: مركز - قرية ليبيدينوفكا؛ وكذلك قريتا فوستوك وداشنوي)
- لينين أيل أوكموتو (3: مركز - قرية لينين؛ وكذلك قرى كونستانتينوفكا وميكان)
- ماييفكا أيل أوكموتو (1: مركز - قرية ماييفكا)
- نيجنيايا ألا- أرتشا أيل أوكموتو (1: مركز - قرية نيجنيايا ألا أرتشا
- أوكتيابر أيل أوكموتو (3: مركز - قرية أوكتيابرسكوي؛ وكذلك قريتا لوبيانوي وتشويسكوي)
- بايتيك آيل أوكموتو (5: مركز - قرية بايتيك؛ وكذلك قرى أركالي، وبايغيلدي، وباش - كاراسو، وكاشكا - سو)
- بريغورودني أيل أوكموتو (4: مركز - قرية بريغورودنوي؛ وكذلك قرى أوزرنوي، ستيبنوي ودوستوك)
- تاش ديبي أيل أوكموتو (4: مركز - قرية تاش دوبو؛ وكذلك قرى زاريكنوي ومالينوفكا وإيميني سويمنكولا شوكوموروفا)
- تاش - موينوك أيل أوكموتو (7: مركز - قرية كوي - تاش؛ وكذلك قرى بيش - كونغوي، غورنايا ماييفكا، كيزيل بيرديك، بودغورنوي، بروخلدنوي وتاش - موينوك)